# Иштван (герцог Славонии)
Иштван или Стефан (венг. István, нем. Stephan; 20 августа 1332, неизвестно — 9 августа 1354, неизвестно) — герцог Славонии, принц Венгерско-хорватской унии, штатгальтер Трансильвании, Славонии, Далмации и Хорватии.

## Биография
Представитель Анжуйской династии Капетингов. Иштван был членом династически старшей (происходила от Карла Мартелла, старшего из сыновей Карла II Неаполитанского) линии Анжу-Сицилийского дома, отказавшейся от неаполитанского престолонаследия ради венгерской короны.
Младший из пяти сыновей короля Венгрии и Хорватии Карла I Роберта (1310—1342) и его третьей жены Елизаветы Польской (1305—1380), дочери Владислава Локетка и Ядвиги Великопольской. Младший брат короля Венгрии (1342—1382) и короля Польши (1370—1382) Людовика I Великого, а также принца Андрея Венгерского, герцога Калабрийского, супруга Джованны I королевы Неаполитанского королевства.
В 1347 году венгерский двор переехал из Вышеграда в Буду.
В 1349 году, как владыка Спиша и Шариша основал свой собственный двор. Его старший брат король Людовик I Великий в 1350 году отправился в Неаполь, чтобы отомстить за насильственную смерть брата Андрея Венгерского, герцога Калабрийского. Иштван и его мать некоторое время были регентами Венгерского королевства.
По возвращении Людовик I Великий назначил Стефана штатгальтером Трансильвании, в 1351 — Далмации и Хорватии. В 1353 году он стал герцогом Славонии. Политическая роль Иштвана была, тем не менее, незначительной.
Самая древняя часть Будайской крепости, будущей резиденции венгерских королей в Будапеште — башня Стефана, была построена в XIV веке герцогом Стефаном (Иштваном) и носит ныне его имя.
Принял участие в сербской кампании, где и умер в результате эпидемии в 1354 году.

## Семья
С 1351 года состоял в браке с Маргаритой Баварской, дочерью императора Священной Римской империи Людовика IV, с которой имел двоих детей: Елизавету и Яноша Славонийского (1354—1360).
Его сыну сначала позволили унаследовать имущество и титулы отца, но позже это решение было отменено.